# Stone Island
Stone Island («Стоун А́йленд») — итальянская компания, производитель одежды премиум-класса.
Компания была основана в 1982 году Массимо Ости, и в настоящий момент бренд принадлежит холдингу Moncler, который приобрёл его за 1,15 млрд евро в 2020 году. Головной офис компании находится в Болонье, а завод по производству одежды расположен в пригороде Модены Раварино.
Культовым атрибутом бренда является тканевый патч с розой ветров, который обычно располагается на левой стороне изделия — руке или ноге, в зависимости от модели.

## История компании
Марка одежды Stone Island появилась в 1982 году как продукт компании, в то время носившей имя C.P. Company. Её «отцом» стал Массимо Ости, который в то время экспериментировал с промышленными тканями, стремясь повысить их износостойкость, а также сделать их менее чувствительными к внешним факторам — таким как дождь, солнечные лучи и т. д. Название бренда было почерпнуто из произведений Джозефа Конрада — его описание морских путешественников Ости счел достаточно символичным для позиционирования сильных сторон бренда — его одежда должна была быть универсальной, долговечной и простой, как форма моряков.
В результате его работы под маркой Stone Island стали появляться уникальные вещи как по качеству материала и технологиям его обработки, так и по экстремальному дизайну.
Корни технологических процедур, использующихся при изготовлении вещей Stone Island, часто уходят в различные индустриальные сферы, позволяя производить нестандартную одежду. В свое время настоящим технологическим прорывом компании стали модели, созданные на основе ткани, которая изменяла свой цвет в зависимости от температуры воздуха.
Постепенно, благодаря применению вышеперечисленных технологических ходов, компания стала зарабатывать популярность в Европе. Выпускается три линии одежды — классический Stone Island, дизайнерская линия Stone Island Shadow и Stone Island Junior детская линейка одежды. Одежда Stone Island входит в сегмент А (люкс) текстильных брендов.
В 2011 году Stone Island, уже без участия C.P. Company увеличивает оборот на 4 % и достигает 51 000 000 евро.

## Фирменный знак Stone Island
Фирменным отличием одежды марки Stone Island является наличие на левом рукаве (в некоторых моделях — на плече) небольшого лоскута ткани в виде вышитого шеврона с эмблемой компании (патч), в виде стилизованного изображения «розы ветров», пристёгивающегося к одежде двумя пуговицами.

## Stone Island в субкультурах
С середины 90-х Stone Island пользуется популярностью в среде футбольных фанатов. Мода зародилась у футбольных хулиганов на Британских островах и распространилась по всей Европе. Одежду данного бренда можно увидеть в культовых околофутбольных фильмах — «Хулиганы» 2005 года, «Фанаты» 2004 года и «Околофутбола» 2013 года. Одним из ярких представителей бренда в хип-хоп среде является Дрейк, который часто использует модели бренда во время туров, выступлений и съёмок клипов.